# Ruben Zepuntke
Ruben Zepuntke (Düsseldorf, 29 gennaio 1993) è un triatleta, ex ciclista su strada e pistard tedesco.

## Palmarès

### Strada
- 2011 (Juniores)

2ª tappa Corsa della Pace Juniores (Litvínov > Litvínov)
Campionati tedeschi, Prova a cronometro Junior
- 2014 (Bissell Development Team, una vittoria)

1ª tappa Tour of Alberta (Lethbridge > Lethbridge)

#### Altri successi
- 2012 (Rabobank Continental Team)

1ª tappa Internationale Thüringen Rundfahrt (Sangerhausen, cronosquadre)
- 2016 (Cannondale-Drapac Pro Cycling Team)

1ª tappa Giro della Repubblica Ceca (Frýdek-Místek, cronosquadre)
- 2017 (Development Team Sunweb)

Classifica sprint Tour de Bretagne

### Pista
- 2010

Campionati tedeschi, Inseguimento a squadre Junior (con Lucas Liß, Hans Pirius e Justin Wolf)
- 2011

Campionati tedeschi, Inseguimento a squadre Junior (con Nils Politt, Stefan Schneider e Nils Schomber)

## Piazzamenti

### Classiche monumento
- Giro delle Fiandre

2015: 113º
- Parigi-Roubaix

2015: ritirato

### Competizioni mondiali
- Campionati del mondo su strada

Offida 2010 - In linea Juniores: 32º
Copenaghen 2011 - Cronometro Juniores: 15º
Valkenburg 2012 - Cronosquadre: 30º
Toscana 2013 - Cronosquadre: 19º
Ponferrada 2014 - In linea Under-23: 102º
- Campionati del mondo su pista

Mosca 2011 - Inseguimento a squadre Juniores: 4º